# Sylvie Kürsten

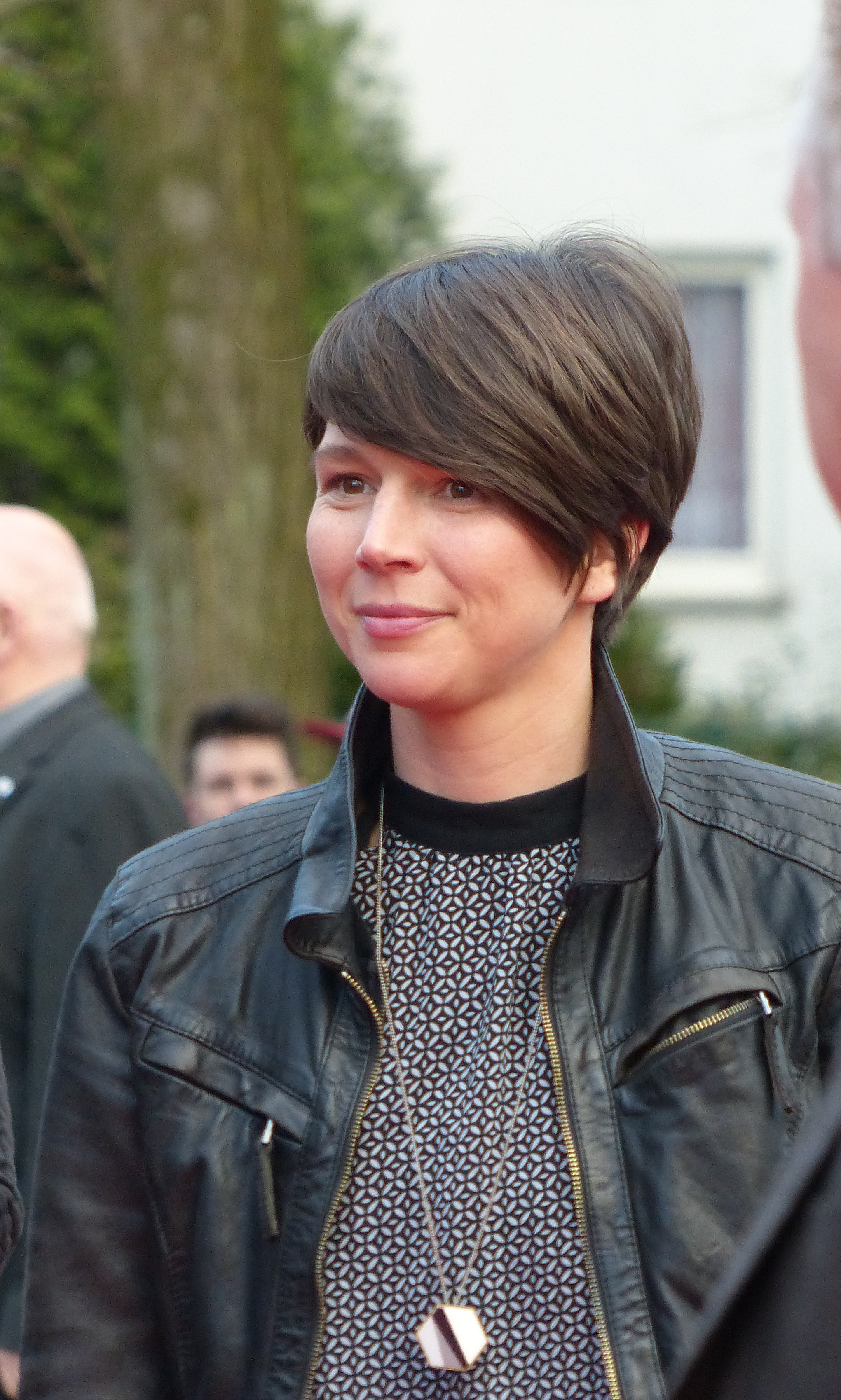
Sylvie Kürsten (2016)

Sylvie Kürsten (* 1979 in Ludwigsfelde, DDR) ist eine deutsche Filmregisseurin, Kulturjournalistin und Dokumentarfilmautorin. Sie lebt und arbeitet in Berlin.

## Leben
Sylvie Kürsten wuchs in Ludwigsfelde auf. Sie studierte von 1999 bis 2007 Angewandte Kulturwissenschaften an der Leuphana Universität Lüneburg. Anschließend absolvierte sie ein Redaktionsvolontariat beim Norddeutschen Rundfunk (NDR). 

## Filmisches Schaffen
Sylvie Kürsten arbeitet als freie Kulturjournalistin für den öffentlich-rechtlichen Rundfunk und realisierte eine Reihe von Dokumentarfilmen für das Deutsche Fernsehen. Für die vierteilige Dokumentar-Reihe Kunst und Verbrechen, die vom ZDF und 3sat produziert wurde, steuerte Kürsten und ihr Team die Folge Venus auf Abwegen bei. Die Dokumentar-Reihe wurde 2016 mit dem Grimme-Publikumspreis ausgezeichnet.
Mit Go Clara Go legte Kürsten 2025 ihren ersten Kino-Dokumentarfilm vor. In dessen Mittelpunkt steht die DDR-Künstlergruppe Clara Mosch. Der Film hatte seine Uraufführung im Mai 2025 auf dem Filmkunstfest Mecklenburg-Vorpommern.

## Filmografie (Auswahl)
- 2015: Venus auf Abwegen
- 2017-2018: The Art of museums
- 2018: Wahnsinnswerke – Nora
- 2021: Die großen Musikrivalen – Strawinsky vs. Schönberg
- 2022: Von der Fabrik zur Kunst – Das Muzeum Sztuki in Lodz
- 2022: Tamara de Lempicka – Die Königin der Moderne
- 2025: Go Clara Go – Die Kunst des kreativen Widerstands
- 2022: Tamara de Lempicka – Die Königin der Moderne

## Audioarbeiten
- 2020: Kunst aus der DDR - Vom Westen gehasst, vom Westen geliebt
- 2023 Stan Douglas - Potsdamer Schrebergärten, Ruth Wolf-Rehfeld: Nichts Neues

## Auszeichnungen
- 2016: Grimme-Preis (Publikumspreis) für Kunst und Verbrechen[3]
- 2023: Deutsch-Polnischer Journalistenpreis Tadeusz Mazowiecki (Nominierung) für Von der Fabrik zur Kunst (NDR / arte, 30’)[4]